# 道の駅一乗谷あさくら水の駅
道の駅一乗谷あさくら水の駅（みちのえき いちじょうだにあさくらみずのえき）は、福井県福井市安波賀中島町（あばかなかしまちょう）にある福井県道31号篠尾勝山線の道の駅である。

## 概要
2010年（平成22年）5月7日に「農業体験施設」としてオープン。この体験施設に特産物販売所や軽食コーナーを設け、2015年（平成27年）4月4日に道の駅として供用を開始した。福井市では初めてとなる道の駅となった。周辺はホタルの繁殖地としても知られており、毎年5月下旬から7月上旬にかけては福井市ホームページにて道の駅区域内のホタルの確認数を掲載している。

## 施設
- 駐車場
  - 小型車 46台[6]
  - 大型車 4台[6]
  - 身障者用 2台[6]
- トイレ
  - 男性 10器（小 7器・大 3器）
  - 女性 8器
  - 身体障害者用 2器
- ふれあい情報館（9:00 - 18:00[6]、12月1日から1月31日までは9:00 - 17:00）
  - 物産・情報コーナー
  - 飲食コーナー（10:00 - 17:00[6]、12月1日から1月31日までは10:00 - 16:00）
- 水車小屋（三連水車となっている）[6][7]
- 体験農園[7]
- 交流施設
- 芝生広場
- ビオトープ[2][6]

### 管理団体
設置者
- 福井市

指定管理者
- 特定非営利活動法人 越前みやまそば元気の会（2015年4月1日 - 2020年3月31日）[2][12]
- 株式会社コーワ（2020年4月1日 - ）[8][13]

## 休館日
- 年末年始[6]

## アクセス
- 福井県道31号篠尾勝山線 - 登録路線（福井県道32号清水美山線重複）
- E8 北陸自動車道 福井ICより約6分。
- 西日本旅客鉄道（JR西日本）越美北線（九頭竜線）[8] 一乗谷駅より徒歩約15分。
- 福井駅より京福バス一乗谷東郷線、福井交通「朝倉・永平寺ダイレクトパス」で「あさくら水の駅」バス停下車。

## 周辺
- 足羽川用水[7] - 当駅そばにある足羽川頭首工から引水している。
- 一乗谷朝倉氏遺跡（国指定特別史跡）[2][6]
- 福井県立一乗谷朝倉氏遺跡博物館[9]